# Tardezinha 2
Tardezinha 2 é um álbum ao vivo do cantor Thiaguinho lançado nos formatos CD e Download digital em 8 de junho de 2018 pela Som Livre. Inspirado no evento de sucesso do cantor, o projeto reúne regravações ao vivo de hits do pagode dos anos 90 e 2000.
O trabalho possui 24 músicas distribuídas em 12 faixas, pois o álbum contém 11 pot-pourris. Thiaguinho neste álbum traz clássicos, como: “Livre Pra Voar”, “Essa Tal Liberdade” e “Telegrama”.

## Desenvolvimento
Desde 2015, Thiaguinho criou o Tardezinha, uma grande roda de pagode, com palco de 360°. No evento, que sempre ocorre aos domingos, o artista recebe outros cantores e amigos e, juntos, tocam pagodes antigos. A festa, que começou no Rio de Janeiro, se tornou um dos eventos mais concorridos do Brasil, com 100% dos ingressos esgotados nas mais de 100 edições em 33 cidades país a fora.
A resposta do público ao evento foi tão positiva, que Thiaguinho decidiu transformar o show em álbum. Assim nasceu o “Tardezinha – Volume 1”.

## Faixas
| N.º            | Título                                                      | Compositor(es)                                                                                                   | Duração |  |
| 1.             | "Pot-Pourri: Valeu / Livre pra Voar"                        | Rodriguinho - Thiaguinho / Thiaguinho - Rodriguinho                                                              | 3:59    |  |
| 2.             | "Pot-Pourri: Out Door / Curtindo a Vida"                    | Jorge Cardoso - Beto Correa / Carlos Caetano - Adriano Ribeiro                                                   | 4:03    |  |
| 3.             | "Pot-Pourri: Ainda Gosto de Você / Luz do Desejo"           | Riquinho / Adalto Magalha - Délcio Luiz                                                                          | 3:52    |  |
| 4.             | "Pot-Pourri: Recado a Minha Amada / Farol das Estrelas"     | Salgadinho - Fi - Juninho / Altay Veloso - Paulo César Feital                                                    | 3:58    |  |
| 5.             | "Pé na Areia"                                               | Rodrigo Leite - Diogo Leite - Caíque                                                                             | 3:31    |  |
| 6.             | "Pot-Pourri: Fatalmente / Derê / Coração Radiante"          | Oscar Tintel - Rodriguinho - Thiaguinho / Ademir Fogaça / Mauro Júnior - Xande de Pilares - Helinho do Salgueiro | 3:45    |  |
| 7.             | "Pot-Pourri: Depois do Prazer / Quando a Gente Ama"         | Chico Roque - Sérgio Caetano / Arnaldo Saccomani - Ricardo Antony                                                | 5:10    |  |
| 8.             | "Pot-Pourri: Estrela / Tchau e Bença"                       | Thiaguinho / Thiaguinho - Gabriel Barriga                                                                        | 4:00    |  |
| 9.             | "Pot-Pourri: Adivinha / Coisas do Amor (Fã de Carteirinha)" | Arnaldo Saccomani - Thais Nascimento / Arnaldo Saccomani - Thais Nascimento                                      | 3:49    |  |
| 10.            | "Pot-Pourri: Essa Tal Liberdade / Me Leva Junto Com Você"   | Chico Roque - Paulo Sérgio Valle / Gabú                                                                          | 4:20    |  |
| 11.            | "Pot-Pourri: Eu Nunca Amei Assim / Telegrama"               | Arnaldo Saccomani - Cacá Moraes - Thaís Nascimento / Leandro Lehart                                              | 3:35    |  |
| 12.            | "Pot-Pourri: Sina / Eva"                                    | Djavan / Umberto Tozzi - Giancarlo Bigazzi – vs.: Marcos Ficarelli                                               | 4:56    |  |
| Duração total: | Duração total:                                              | Duração total:                                                                                                   | 48:58   |  |

## Ligação externa
- Discografia em Thiaguinho.Net